# Serguéi Rubliovski
Sergéi Vladímirovich Rubliovski (en ruso Серге́й Влади́мирович Рубле́вский 15 de octubre de 1974 - ) es un Gran Maestro Internacional de ajedrez ruso.

## Trayectoria
En abril de 2007, en la lista de la FIDE, ocupa el puesto 28º del mundo, con un Elo de 2680 y número de 7º de Rusia. Quedó campeón en la Superfinal del 58.º Campeonato Ruso de ajedrez, del 18 al 30 de diciembre del 2005 en Moscú.
En el año 2004, logró una victoria sobre el entonces campeón mundial, Gari Kaspárov: Rubliovski 1 - Kaspárov 0
1. e4 c5 2. Nf3 Nc6 3. Bb5 e6 4. O-O Nge7 5. c3 a6 6. Ba4 c4 7. Qe2 b5 8. Bc2 Ng6 9. b3 Qc7 10. bxc4 Nf4 11. Qe3 bxc4 12. Ba3 Be7 13. Bxe7 Nxe7 14. Na3 O-O 15. Rab1 f5 16. Qb6 Qxb6 17. Rxb6 fxe4 18. Bxe4 d5 19. Bc2 Neg6 20. Bxg6 Nxg6 21. Nc2 e5 22. Ne3 Bf5 23. Nxf5 Rxf5 24. Rfb1 Raf8 25. Rxa6 e4 26. Nd4 Rxf2 27. Ne6 R2f6 28. Nxf8 Rxa6 29. Nxg6 hxg6 30. Kf2 Rxa2 31. Ke3 Kf7 32. Rb7+ Kf6 33. Rb6+ Kf7 34. Rd6 Ra5 35. h4 g5 36. hxg5 Ke7 37. Rc6 Ra1 38. Kd4 Rd1 39. Kxd5 e3 40. Re6+ Kd7 41. Rxe3 Rxd2+ 42. Kxc4 Rxg2 43. Re5 Kd6 44. Ra5 Rg4+ 45. Kb3 Rg1 46. Kb4 Rb1+ 47. Kc4 Ke6 48. Ra6+ Kf5 49. g6 Rg1 50. Kb5 Ke5 51. c4 Rb1+ 52. Kc6 Rg1 53. Kd7 Rd1+ 54. Ke7 Rb1 55. Ra5+ Kd4 56. Kf8 Rb7 57. Rf5 1-0

## Cuartos de final de Candidatos contra Ponomariov, Elistá, Kalmukia (2007)
| Jugador    | R1 | R2 | R3 | R4 | R5 | R6 | Total            |
| ---------- | -- | -- | -- | -- | -- | -- | ---------------- |
| Rubliovski | =  | =  | 1  | =  | =  | =  | 3.5(clasificado) |
| Ponomariov | =  | =  | 0  | =  | =  | =  | 2.5(eliminado)   |

## Final de Candidatos contra Grishchuk, Elistá, Kalmukia (2007)
| Jugador    | R1 | R2 | R3 | R4 | R5 | R6 | Desempate        | Total |
| ---------- | -- | -- | -- | -- | -- | -- | ---------------- | ----- |
| Rubliovski | 0  | =  | =  | 1  | =  | =  | 0.5 (Eliminado)  | 3.5   |
| Grishchuk  | 1  | =  | =  | 0  | =  | =  | 2.5(Clasificado) | 5.5   |